# Frixheim
Frixheim ist ein circa 1.000 Einwohner zählender Ort der Gemeinde Rommerskirchen im Rhein-Kreis Neuss in Nordrhein-Westfalen. 

## Lage
Frixheim liegt etwa 20 km nordwestlich von Köln und etwa 20 km südwestlich von Düsseldorf zwischen den Städten Grevenbroich, Dormagen und Pulheim an der Bundesstraße 477. Nördlich liegt der Ort Anstel, südlich liegen die Ortschaften Butzheim und Nettesheim. Westlich von Frixheim verläuft der Strategische Bahndamm.

## Geschichte
Frixheim wurde erstmals im Jahre 1129 als Frideshim erwähnt. Seit dem Mittelalter gehörte das kleine Gilbachdorf Frixheim zum Dingstuhl Rommerskirchen im Amt Hülchrath im Kurfürstentum Köln.
Nach dem Einmarsch der Franzosen 1794 wurde das linksrheinische Gebiet französisch. 1798 wurde das Rheinland von den Franzosen in vier Départements (Rur/Roer, Rhein-Mosel, Saar und Donnersberg) aufgeteilt. Départements waren in Arrondissements unterteilt, diese in Cantons und diese in Mairies. Als unterste Verwaltungseinheit entstand in diesem Gebiet die Mairie Nettesheim. Diese gehörte zum Kanton Dormagen im Arrondissement Cologne im Département de la Roer. Nach dem Abzug der französischen Besatzungstruppen infolge des Zusammenbruchs des napoleonischen Reiches 1814 wurde das katholisch geprägte Rheinland beim Wiener Kongress dem protestantischen Preußen zugesprochen.
Nach 1815 wurde Frixheim ein Teil der Gemeinde Frixheim-Anstel in der Bürgermeisterei Nettesheim und kam zum Landkreis Neuß, ab 1936 gehörte es zum Amt Rommerskirchen-Nettesheim. Am 1. Januar 1975 wurde die Gemeinde Frixheim-Anstel in die Gemeinde Rommerskirchen eingemeindet. Letzter Bürgermeister war Karl Klefisch (CDU), sein Stellvertreter Hans Röhlinger (SPD). Letzter ehrenamtlicher Gemeindedirektor war Alfred Brinkmann und sein allgemeiner Vertreter Hans Meisen.

### Einwohnerentwicklung
Gemeinde Frixheim-Anstel
- 06. Juni 1961: 1253
- 30. Juni 1964: 1295
- 27. Mai 1970: 1251
- 30. Juni 1974: 1330

### Fläche
Ehemalige Gemeinde Frixheim-Anstel
9,24 km²

### Öffentliche Einrichtungen
Die Gemeinde Frixheim-Anstel besitzt an öffentlichen Einrichtungen eine Grundschule, einen Sportplatz, eine Turnhalle und zwei Kindergärten.

## Vereine
- Tambourcorps Unitas Frixheim
- St. Sebastianus Schützenbruderschaft Frixheim